# (35064) 1988 RE10
(35064) 1988 RE10 est un astéroïde de la ceinture principale d'astéroïdes découvert en 1988.

## Description
(35064) 1988 RE10 a été découvert le 14 septembre 1988 à l'observatoire interaméricain du Cerro Tololo, un observatoire astronomique professionnel situé dans le désert d'Atacama, au Nord du Chili, par Schelte J. Bus.

### Caractéristiques orbitales
L'orbite de cet astéroïde est caractérisée par un demi-grand axe de 2,54 ua, un périhélie de 1,94 ua, une excentricité de 0,24 et une inclinaison de 2,93° par rapport à l'écliptique. Du fait de ces caractéristiques, à savoir un demi-grand axe compris entre 2 et 3,2 ua et un périhélie supérieur à 1,666 ua, il est classé, selon la JPL Small-Body Database, comme objet de la ceinture principale.

### Caractéristiques physiques
(35064) 1988 RE10 a une magnitude absolue (H) de 15,1 et un albédo estimé à 0,308.